# Galumnopsis sellnicki
Galumnopsis sellnicki är en kvalsterart som beskrevs av Balogh 1960. Galumnopsis sellnicki ingår i släktet Galumnopsis och familjen Galumnellidae. Inga underarter finns listade i Catalogue of Life.